# Saint-Palais-sur-Mer
Saint-Palais-sur-Mer är en kommun i departementet Charente-Maritime i regionen Nouvelle-Aquitaine i sydvästra Frankrike. Kommunen ligger  i kantonen Royan som ligger i arrondissementet Rochefort. År 2022 hade Saint-Palais-sur-Mer 3 879 invånare.

## Befolkningsutveckling
Antalet invånare i kommunen Saint-Palais-sur-Mer
Referens:INSEE